# Midleton Rugby Football Club
Pour les articles homonymes, voir Midleton (homonymie).
Maillots
Dernière mise à jour : 28 février 2013.
Midleton RFC  est un club irlandais de rugby à XV basé dans la ville de Midleton près de Cork, en Irlande qui évolue dans le championnat irlandais de deuxième division. Le club est affilié à la fédération du Munster et ses joueurs peuvent être sélectionnés pour l’équipe représentative de la région, Munster Rugby.

## Histoire
Il existe un premier club à Midleton entre 1927 et 1934, puis un autre club, appelé The Midletonettes, est fondé en 1934 avant lui aussi de disparaître. C'est néanmoins celui-ci qui est l'ancêtre direct du club actuel qui est refondé en 1967. Midleton évolue dans les compétitions régionales, remportant de nombreuses compétitions, et atteint son objectif en intégrant la ligue nationale irlandaise en 1998. La division 3 est atteinte l'année suivante et la division 2 en 2001. Le club redescend en division 3 à l'issue de la saison 2006-2007.

## Palmarès
- Championnat du Munster Division 1 et accession à la Ligue nationale, Division 4 en 1998
- Finaliste de la Munster Senior Cup en 2003